# Batuque

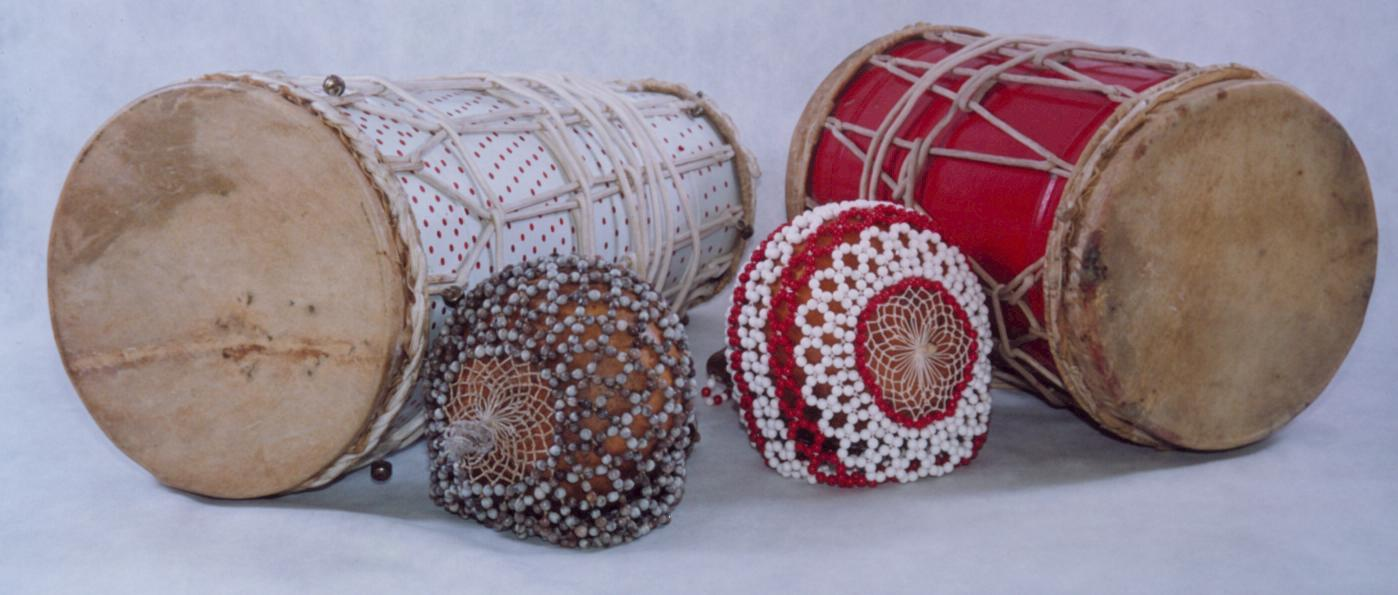
Batuque-Trommeln: Ilús, die als Handtrommeln gespielt werden (hinten) und Xequerês.

Batuque ist ein Begriff im  brasilianischen Portugiesisch mit afrikanischen Wurzeln. Er bezeichnet verschiedene Phänomene der afrobrasilianischen Kultur.

## Batuque – eine afro-brasilianische Religion
In erster Linie wird unter Batuque eine afro-brasilianische Religion verstanden, die vor allem im Süden Brasiliens, besonders in Rio Grande do Sul, verbreitet ist. Ihre Wurzeln liegen in Angola und im Kongogebiet. Ursprünglich war Bahia das Zentrum der Verbreitung gewesen. Elementarer Bestandteil der Zeremonien ist Musik, ähnlich der im Candomblé.

## Batuque – ein Tanz
Batuque ist auch die Bezeichnung für einen rhythmisch bewegten, synkopierten Tanz, der von den Sklaven in Brasilien getanzt und von Perkussionsmusik begleitet wurde. Er zählt zu den ältesten Tänzen und Musikstilen Brasiliens. Heute ist er weitgehend vom Samba verdrängt. Der Samba-Batucada dürfte, auch begrifflich, auf den Batuque zurückzuführen sein. Auch in Kap Verde gibt es einen Musikstil, der dort Batuku genannt wird und in der Kolonialzeit verboten war.

## Batuque – eine brasilianische Kampfkunst
Batuque ist darüber hinaus eine ältere brasilianische Kampfkunst, die ihre Wurzeln vielleicht in angolanischen Tänzen hat und zu den Vorläufern des Capoeira gehört. Eine Variante bestand darin, dass ein Kämpfer in der Mitte einer Roda stand, während sein Gegner versuchte, ihn aus dem Gleichgewicht zu bringen und auf den Boden zu werfen. In einer anderen Variante versuchten die Kämpfer, den Gegner mit Bein- und Armschlägen außer Gefecht zu setzen. Diese Kampfart hat große Ähnlichkeiten mit der Capoeira Regional.
Der Vater von Mestre Bimba, dem Mitbegründer der Capoeira Regional, war ein angesehener Batuqueiro-Meister.